# Dorothee Meister
Dorothee Meister (* 1960 in Schönaich) ist eine deutsche Erziehungswissenschaftlerin und Medienpädagogin. Sie ist Professorin für Medienpädagogik und empirische Medienforschung an der Universität Paderborn. Seit 2008 ist sie dort Vizepräsidentin für Lehre.	
Meister war Vorstandsmitglied der Gesellschaft für Medienpädagogik und Kommunikationskultur (GMK) und war Vorstandsmitglied der Kommission Medienpädagogik in der Deutschen Gesellschaft für Erziehungswissenschaft (DGfE).

## Schriften (Auswahl)
- (mit anderen): Mediale Gewalt. Ihre Rezeption, Wahrnehmung und Bewertung durch Jugendliche, Wiesbaden 2008
- (mit K. Treumann, U. Sander und anderen): Medienhandeln Jugendlicher. Mediennutzung und Medienkompetenz. Bielefelder Medienkompetenzmodell, Wiesbaden 2007